# Damalj
 Damalj  falu Horvátországban, a Tengermellék-Hegyvidék megyében. Közigazgatásilag  Vrbovskóhoz tartozik.

## Fekvése
Fiumétól 60 km-re keletre, községközpontjától 11 km-re északkeletre, a Kulpa jobb partján, a szlovén határ és a 3-as főút mellett fekszik.

## Története
A településnek 1857-ben 122, 1910-ben 60 lakosa volt. Trianonig Modrus-Fiume vármegye Vrbovskói járásához tartozott. 2011-ben  27 lakosa volt.

## Lakosság
| Lakosság változása | Lakosság változása | Lakosság változása | Lakosság változása | Lakosság változása | Lakosság változása | Lakosság változása | Lakosság változása | Lakosság változása | Lakosság változása | Lakosság változása | Lakosság változása | Lakosság változása | Lakosság változása | Lakosság változása | Lakosság változása |
| ------------------ | ------------------ | ------------------ | ------------------ | ------------------ | ------------------ | ------------------ | ------------------ | ------------------ | ------------------ | ------------------ | ------------------ | ------------------ | ------------------ | ------------------ | ------------------ |
| 1857               | 1869               | 1880               | 1890               | 1900               | 1910               | 1921               | 1931               | 1948               | 1953               | 1961               | 1971               | 1981               | 1991               | 2001               | 2011               |
| 122                | 102                | 98                 | 81                 | 71                 | 60                 | 54                 | 58                 | 66                 | 70                 | 56                 | 48                 | 39                 | 45                 | 30                 | 27                 |

## Nevezetességei
Szent Illés próféta tiszteletére szentelt temploma a lukovdoli plébánia filiája.